# Saint-André-Goule-d'Oie
Saint-André-Goule-d'Oie is een gemeente in het Franse departement Vendée (regio Pays de la Loire) en telt 1307 inwoners (1999). De plaats maakt deel uit van het arrondissement La Roche-sur-Yon.

## Geografie
De oppervlakte van Saint-André-Goule-d'Oie bedraagt 20,2 km², de bevolkingsdichtheid is 64,7 inwoners per km².
De onderstaande kaart toont de ligging van Saint-André-Goule-d'Oie met de belangrijkste infrastructuur en aangrenzende gemeenten.

## Demografie
Onderstaande figuur toont het verloop van het inwonertal (bron: INSEE-tellingen).
1. ↑  Populations de référence 2022.